# Sölvesborg Firehawks
Sölvesborg Firehawks är en basebollklubb från Sölvesborg, som grundades 1988. Klubben spelar sina matcher på Deer Creek Park.

Firehawks spelar från och med säsongen 2014 i Elitserien i baseboll och redan 2015 tog de sig till SM-final, där det dock blev förlust mot Stockholm Monarchs. 2016 tog de sig även till final i europacupen men där blev hemmalaget Draci Brno för svåra.
2017 vann klubben SM-guld och blev svenska mästare, då de slog Rättvik Butchers i tre raka matcher. Vinsten firades av Sölvesborgs kommun den 28 oktober på Stortorget. Det blev den sista säsongen med Kalle Knutsson som head coach för laget.
Inför säsongen 2018 valde Kalle Knutsson att tacka för sig som tränare, för att istället ägna sig uteslutande åt klubbarbete, och Daniel Johnson axlade manteln som spelande tränare. 
Sölvesborg Firehawks slutade tvåa i grundserien, efter Leksand Lumberjacks. Placeringen kunde dock ha varit ha blivit etta men, då p.g.a. en protest mot felaktigt registrerad övergång av spelare vändes två segrar mot Stockholm Monarchs till förluster. Semifinalen blev en repris från föregående års SM-final och även denna gången vann Sölvesborg Firehawks över Rättvik Butchers. I finalen blev dock Leksand Lumberjacks för svåra. Trots en smakstart med 10-0 i första finalmatchen lyckades Leksand vända och vinna finalserien med 3-1 i matcher.
2019 var det ett revanschsuget lag som tidigt visade att de ville ta tillbaka SM-guldet, och i grundserien handlade det endast om Sölvesborg (22 vinster/4 förluster) och Sundbyberg (21/5). I slutspelet ställdes de mot Stockholm som, tack var fantastisk pitching, stod emot bra. Men till slut lyckades Sölvesborgs slagmän ändå få övertaget och ta sig till final med 2-0 i matcher (1-0, 4-0).
I finalen var det inte förväntade Sundbyberg utan istället Rättvik då de, med en mer lyckad taktik, lyckades besegra sitt motstånd med 2-1 i matcher. Men väl i finalen lyckades de inte ladda om batterierna och Sölvesborg kunde bärga sitt andra SM-guld efter 11-3 och 15-0 (mercy rule i 6:e).
2020 var det, med pågående pandemi, länge osäkert om det skulle bli någon säsong eller inte. Men till slut bestämdes att en något förkortad säsong skulle spelas. Då det däremot blev inställda eller ännu kortare säsonger i andra länder så öppnade sig en möjlighet att krydda spelartruppen med spelare som Terrell Joyce och Joe Wittig. Därmed kunde Firehawks försvara sitt SM-guld efter vinst mot Sundbyberg Heat med 3-1 i matcher.
P.g.a. rådande pandemi gick det inte att få ihop finanserna för att spela en säsong och klubben valde därför att vila hela 2021, men är tillbaka i elitserien inför säsongen 2022.  

## Resultat

### A-lag
| År   | Placering | Poäng | Serie              |
| ---- | --------- | ----- | ------------------ |
| 2013 | 1         | 28    | Södra regionserien |
| 2014 | 4         | 18    | Elitserien         |
| 2015 | 2         | 26    | Elitserien         |
| 2016 | 4         | 29    | Elitserien         |
| 2017 | 1         | 34    | Elitserien         |
| 2018 | 2         | 34    | Elitserien         |
| 2019 | 1         |       | Eitserien          |
| 2020 | 1         |       | Elitserien         |

### Juniorlag
| År   | Placering | Poäng | Serie      |
| ---- | --------- | ----- | ---------- |
| 2016 | 4         | 10    | Juniorelit |
| 2017 | 3         | 22    | Juniorelit |
| 2018 | 7         | 2     | Juniorelit |